# Aristolochia bracteolata
Aristolochia bracteolata är en piprankeväxtart som beskrevs av Jean-Baptiste de Lamarck. Aristolochia bracteolata ingår i släktet piprankor, och familjen piprankeväxter. Inga underarter finns listade i Catalogue of Life.